# Momodu Mutairu
Momodu Mutairu (Nigèria, 2 de setembre de 1975) és un futbolista nigerià que disputà dos partits amb la selecció de Nigèria.